# Bernhard Niehues
Bernhard Niehues (* 19. Mai 1831 in Greven; † 26. April 1909 in Münster) war ein deutscher Historiker, Geheimer Regierungsrat und Päpstlicher Geheimer-Kämmerer.

## Leben
Bernhard Niehues, der Sohn des Handwerkermeisters Johann Hermann Wilhelm Niehues, studierte ab 1852 Philosophie, Klassische Philologie und Geschichte an der katholischen Akademie Münster. Von 1853 bis 1856 gehörte er dem Philologischen Seminar unter Ferdinand Deycks und Franz Winiewski an. Am 12. Juli 1856 wurde er mit einer historischen Studie über den Tyrannen Dionysios I. von Syrakus zum Dr. phil. promoviert. 1859 habilitierte er sich ebenda für das Fach Geschichte und hielt seitdem Vorlesungen an der Akademie, zunächst als Privatdozent, ab 1863 als außerordentlicher Professor und schließlich ab 1877 als ordentlicher Professor. Er las sowohl über Themen der Alten Geschichte als auch des Mittelalters und der Frühen Neuzeit; zuletzt vertrat er hauptsächlich die Alte Geschichte. Von 1862 bis 1888 war Niehues mehrmals Präses und Vizepräses des Historischen Vereins zu Münster. Am 19. März 1896 wurde er ordentliches Mitglied der Historischen Kommission für Westfalen. Von 1904 bis 1909 war er Abgeordneter im Preußischen Herrenhaus. 1907 ließ er sich von der Verpflichtung, Vorlesungen zu halten, entbinden.
Niehues’ Hauptwerk ist die (unvollendete) Monografie Geschichte des Verhältnisses zwischen Kaisertum und Papsttum im Mittelalter, ein Thema, das er von den antiken Anfängen bis ins Hochmittelalter verfolgte.
Sein gleichnamiger Sohn Bernhard Niehues (1868–1950) baute ab 1898 zusammen mit Friedrich Dütting in Nordhorn eine der bedeutendsten Textilfabriken seiner Zeit auf.

## Schriften (Auswahl)
- De Dionysio majore Syracusanorum tyranno. Dissertation. Münster 1856.
- Geschichte des Verhältnisses zwischen Kaisertum und Papsttum im Mittelalter. Band 1: Von der Gründung beider Gewalten bis zur Wiedererneuerung des abendländischen Kaisertums im Jahre 800. 1965. (Neudruck der 2. Auflage Münster 1877; Nabu Press 2013, ISBN 978-1-293-09284-2)
- Geschichte des Verhältnisses zwischen Kaisertum und Papsttum im Mittelalter. Band 2: Von der Wiedererneuerung des abendländischen Kaisertums im Jahre 800 bis zur Gründung des römisch-deutschen Kaisertums durch Otto den Grossen. 1965. (Neudruck der 1. Auflage Münster 1887, Nabu-Press 2012, ISBN 978-1-279-03478-1)